# Wish I Had an Angel
"Wish I Had An Angel" er den elvte single fra det symnfoniske metalband Nightwish fra Finland. Det er den anden single fra deres femte album Once (2004). Sangen bliver sunget af den tidligere forsanger Tarja Turunen og bassist Marco Hietala. Sangen bliver fortsat spillet live efter Turunen blev erstattet med Anette Olzon frem til hun blev erstattet med den nuværende forsanger Floor Jansen.
"Wish I Had An Angel" er med på soundtracket til filmen Alone In The Dark, hvor den blev gruppens mest populære single i Europa og USA sammen med "Nemo". Den blev efterfølgende brugt på to soundtracks til amerikanske film. Den nåede nummer 60 på UK Singles Chart, hvilket var højeste for nogen af gruppens singler.

## Spor
|   | Titl                                  | Sangskriver                                  | Længde |
| - | ------------------------------------- | -------------------------------------------- | ------ |
| 1 | "Wish I Had An Angel (Album Version)" | Holopainen                                   | 4:08   |
| 2 | "Ghost Love Score (Orchestral Score)" | Holopainen                                   | 10:47  |
| 3 | "Where Were You Last Night"           | Tim Norell, Ola Håkansson and Alexander Bard | 3:52   |
| 4 | "Wish I Had An Angel (Demo Version)"  | Holopainen                                   | 4:08   |

### Personel
- Tarja Turunen — forsanger
- Tuomas Holopainen — keyboard og klaver
- Emppu Vuorinen — guitar
- Jukka Nevalainen — trommer
- Marco Hietala — bas, baggrundsvokal
- London Philharmonic Orchestra - Orkester og omkvæd

## Musikvideo
Musikvideoen til "Wish I Had an Angel" er instrueret af Uwe Boll, og det var den sidste video fra Once. Den indeholder scener fra filmen Alone in the Dark fra 2005, som også blev instrueret af Boll. Der blev udgivet en alternativ version, som ikke bruger billeder fra filmen, da filmen fik voldsomt negative anmeldelser.

## Liveoptrædener
"Wish I Had an Angel" er den tredjemest spillede sang af Nighwish ved deres liveoptrædener med over 430 gange i marts 2018. Under både turneen Once og Dark Passion Play var det den sidste sang, der blev spillet.

## Hitliste
| Hitliste (2004)         | Højeste placerng  |
| ----------------------- | ----------------- |
| Austrian Top 75 Singles | 47                |
| Dutch Singles Chart     | 65                |
| Finnish Singles Chart   | 1                 |
| German Singles Chart    | 36                |
| Hungarian Singles Chart | 3                 |
| Norwegian Singles Chart | 19                |
| Spanish Singles Chart   | 11                |
| Swedish Singles Chart   | 11                |
| Swiss Top 100 Singles   | 40                |
| UK Singles Chart        | 60                |
| Hitliste (2005)         | Højeste placering |
| Finnish Singles Chart   | 15                |
| Spanish Singles Chart   | 20                |

### Salgstal og certificering
| Land    | Certificering |
| ------- | ------------- |
| Finland | Guld          |